# Garlopa

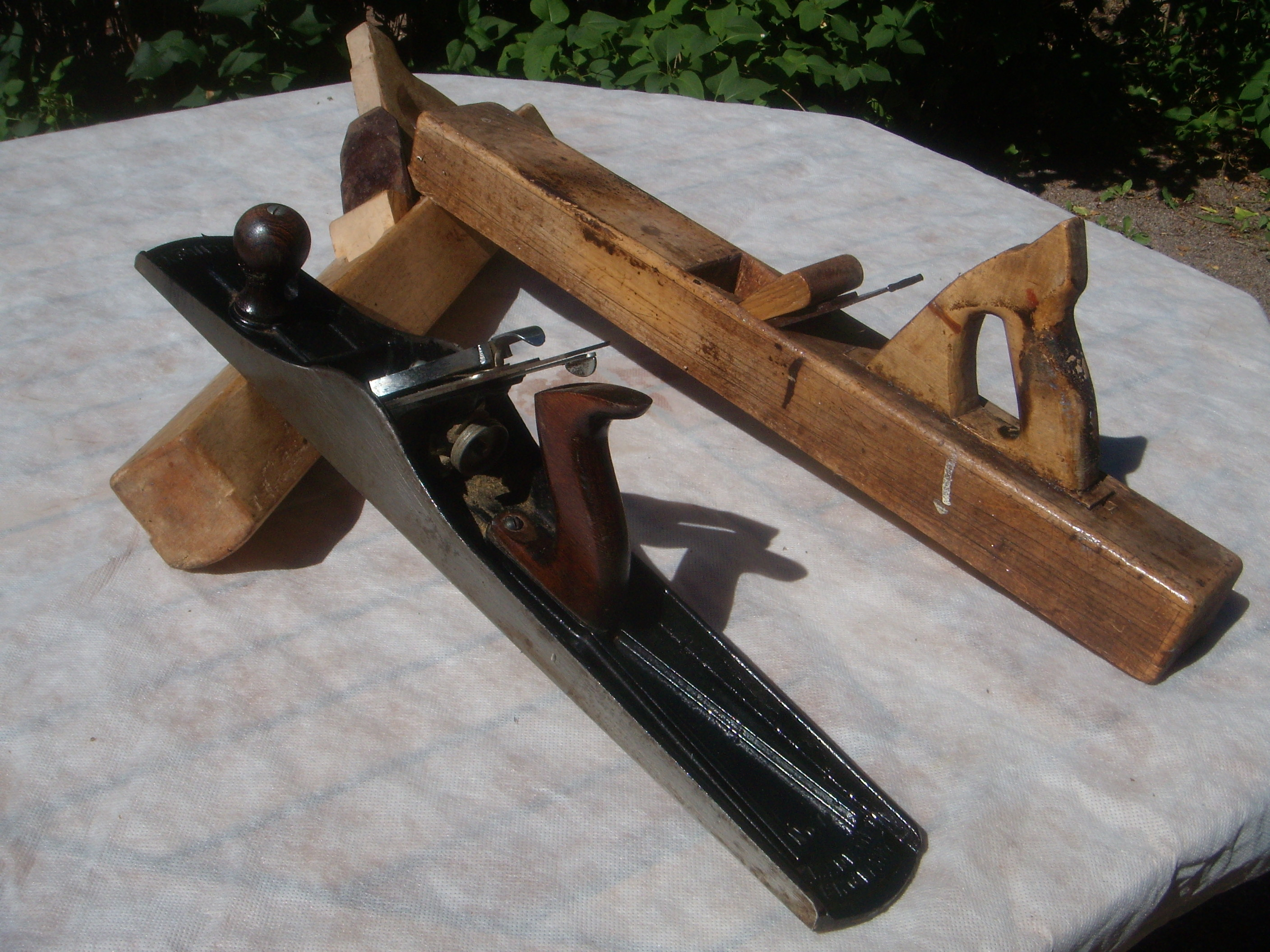
Garlopas manuales.

Carpintero cepillando un tirante.

La garlopa manual es un tipo de cepillo de carpintero que consiste en un paralelepípedo rectángulo de madera llamado caja procurando que la altura vaya disminuyendo un poco hacia las extremidades. La superficie inferior es perfectamente plana. A algunas pulgadas de la extremidad posterior se acopla una especie de puño para impeler el instrumento y cerca de la extremidad delantera se fija un botón. 
En medio de la caja hay una abertura llamada lumbrera, en la cual se colocan el hierro y la cuña. La lumbrera es de boca ancha por encima y termina inferiormente en una ranura angosta. La superficie de la lumbrera sobre que se apoya el hierro es inclinada a 45°; es decir, que tiene la inclinación de la diagonal de un cuadrado perfecto. 
La superficie opuesta de la lumbrera tiene menos inclinación. El hierro es plano. Consta de una hoja de hierro y otra de acero soldadas y templadas. Se afila gastando la hoja de hierro de modo que resulte un chaflán de 25° a 35° y que el corte tenga una curvatura imperceptible hacia las esquinas a fin de que no acanale la madera. El hierro se asegura en la lumbrera por medio de una cuña abierta por la mitad que se mete con mazo y se afloja golpeando la caja en una de sus extremidades.

## Historia

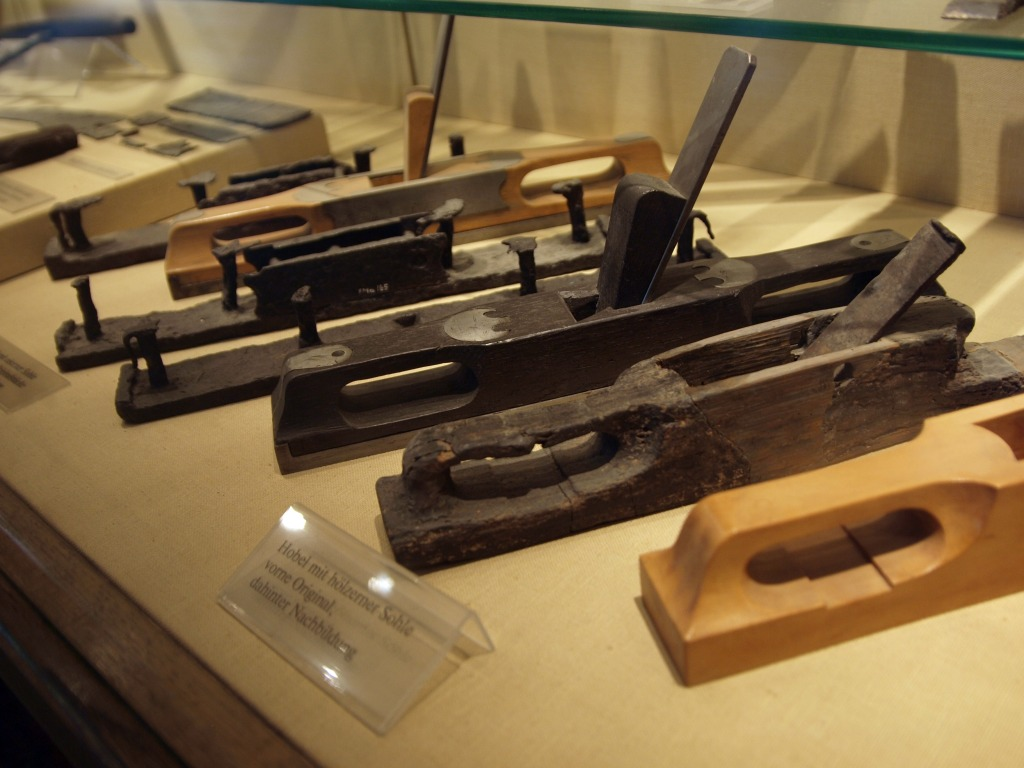
Garlopas romanas encontradas en Alemania, que datan del al

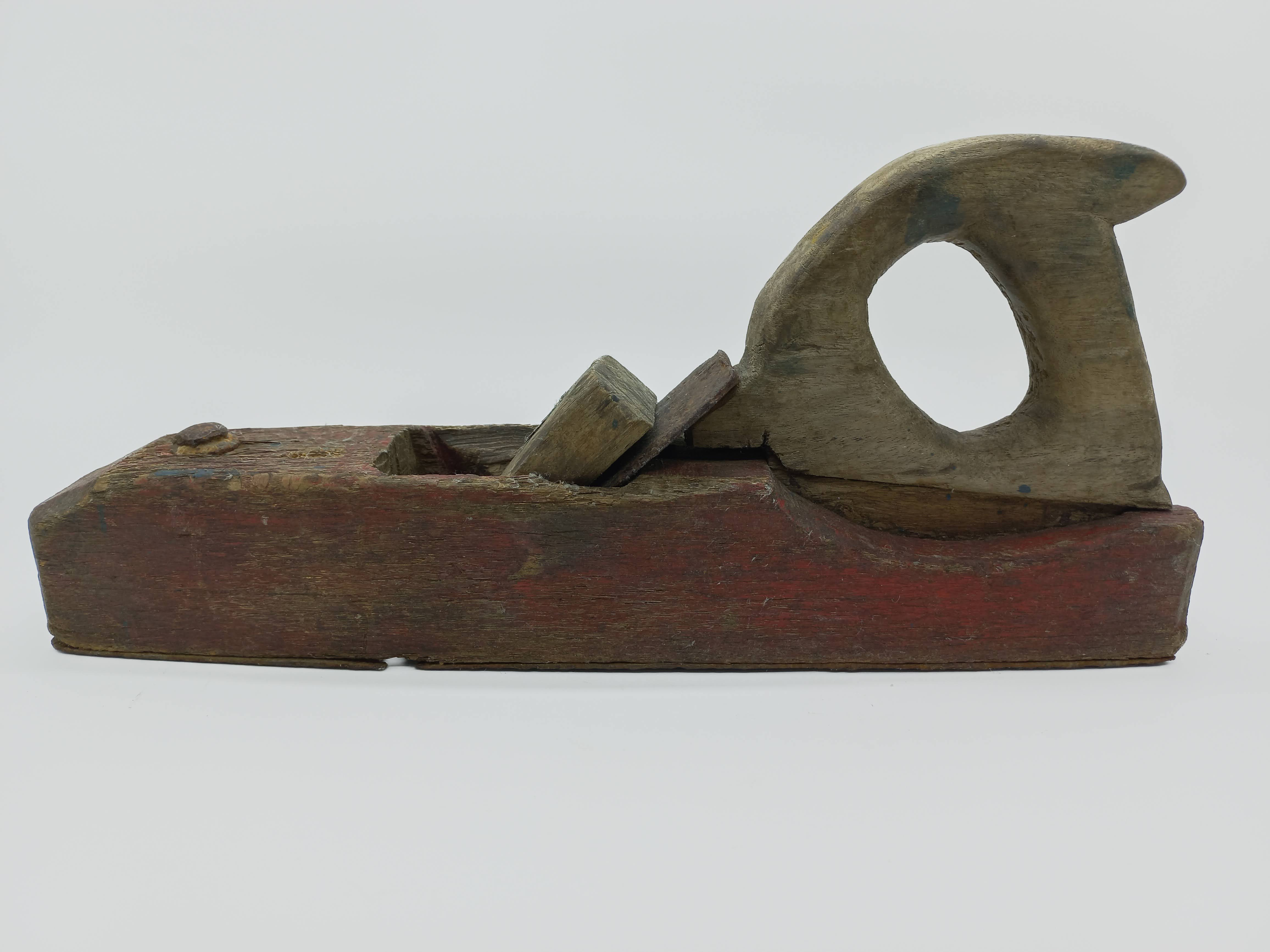
Garlopa manual

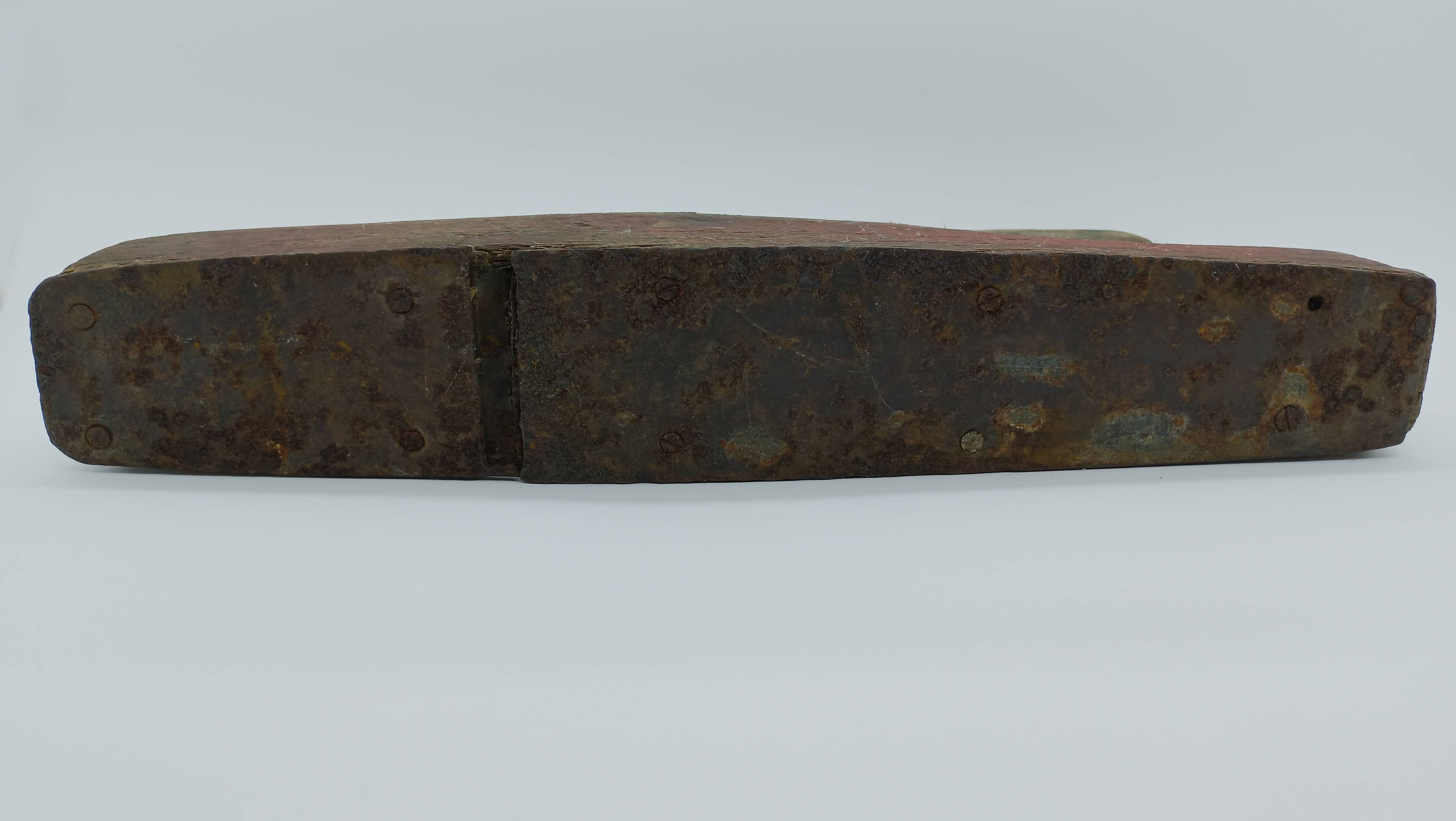
Parte inferior de la garlopa manual

Las garlopas de mano son antiguas, se originaron hace miles de años. Las primeras garlopas estaban hechas de madera con una ranura rectangular o mortaja cortada en el centro del cuerpo. La hoja de corte o hierro se mantuvo en su lugar con una cuña de madera. La cuña se golpeaba en la mortaja y se ajustaba con un pequeño mazo, un trozo de madera de desecho o con la palma de la mano del artesano. Se han encontrado garlopas de este tipo en excavaciones de yacimientos antiguos, así como dibujos de carpintería de la Europa medieval y Asia. Los primeros ejemplos conocidos de la garlopa de carpintería se han encontrado en Pompeya aunque otros ejemplos romanos se han desenterrado en Gran Bretaña y Alemania. Las garlopas romanas se asemejan a las garlopas modernas en su función esencial, la mayoría tiene hierro que envuelve un núcleo de madera en la parte superior, inferior, delantera y trasera, y una cuchilla de hierro asegurada con una cuña. Un ejemplo que se encuentra en Colonia tiene un cuerpo hecho completamente de bronce sin un núcleo de madera.  En Newstead, Inglaterra, se encontró una garlopa de hierro romana que se usaba para cortar molduras. Las historias anteriores a estos ejemplos no están claras, aunque los muebles y otros trabajos en madera encontrados en las tumbas egipcias muestran superficies cuidadosamente alisadas con algún tipo de borde cortante o herramienta para raspar. Hay sugerencias de que las primeras garlopas eran simplemente bloques de madera sujetos a las suelas de las azuelas para lograr un mayor control de la acción de corte.
A mediados de la década de 1860, Leonard Bailey comenzó a producir una línea de garlopas de mano con cuerpo de hierro fundido, cuyas patentes fueron compradas más tarde por Stanley Rule & Level, ahora Stanley Works. Los diseños de Bailey originales fueron desarrollados y ampliados por Justus Traut y otros en Stanley Rule & Level. Los diseños de Bailey y Bedrock se convirtieron en la base para la mayoría de los diseños modernos de garlopas de mano de metal fabricados en la actualidad. El diseño de Bailey todavía lo fabrica Stanley Works.
En 1918, se desarrolló una herramienta de garlopa manual accionada por aire para reducir el trabajo de construcción naval durante la Primera Guerra Mundial. El cortador accionado por aire giraba de 8000 a 15 000 rpm y permitía que un hombre hiciera el trabajo de cepillado de hasta quince hombres que usaban herramientas manuales.
Las garlopas de mano modernos están hechos de madera, hierro dúctil o bronce que produce una herramienta que es más pesada y no se oxida.

## Partes

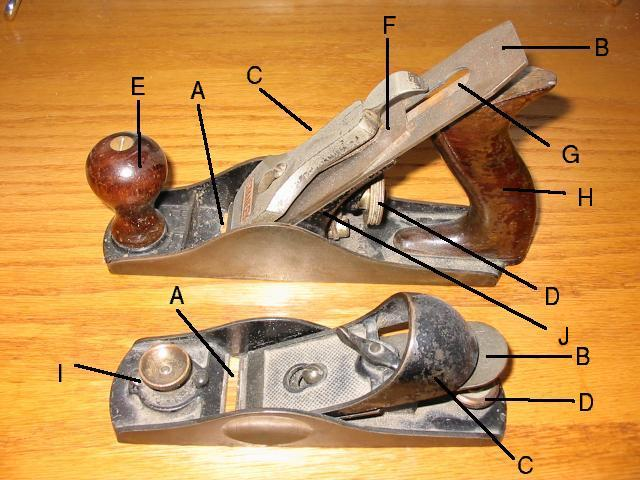
Banco de garlopa (arriba), bloque de garlopa (abajo)

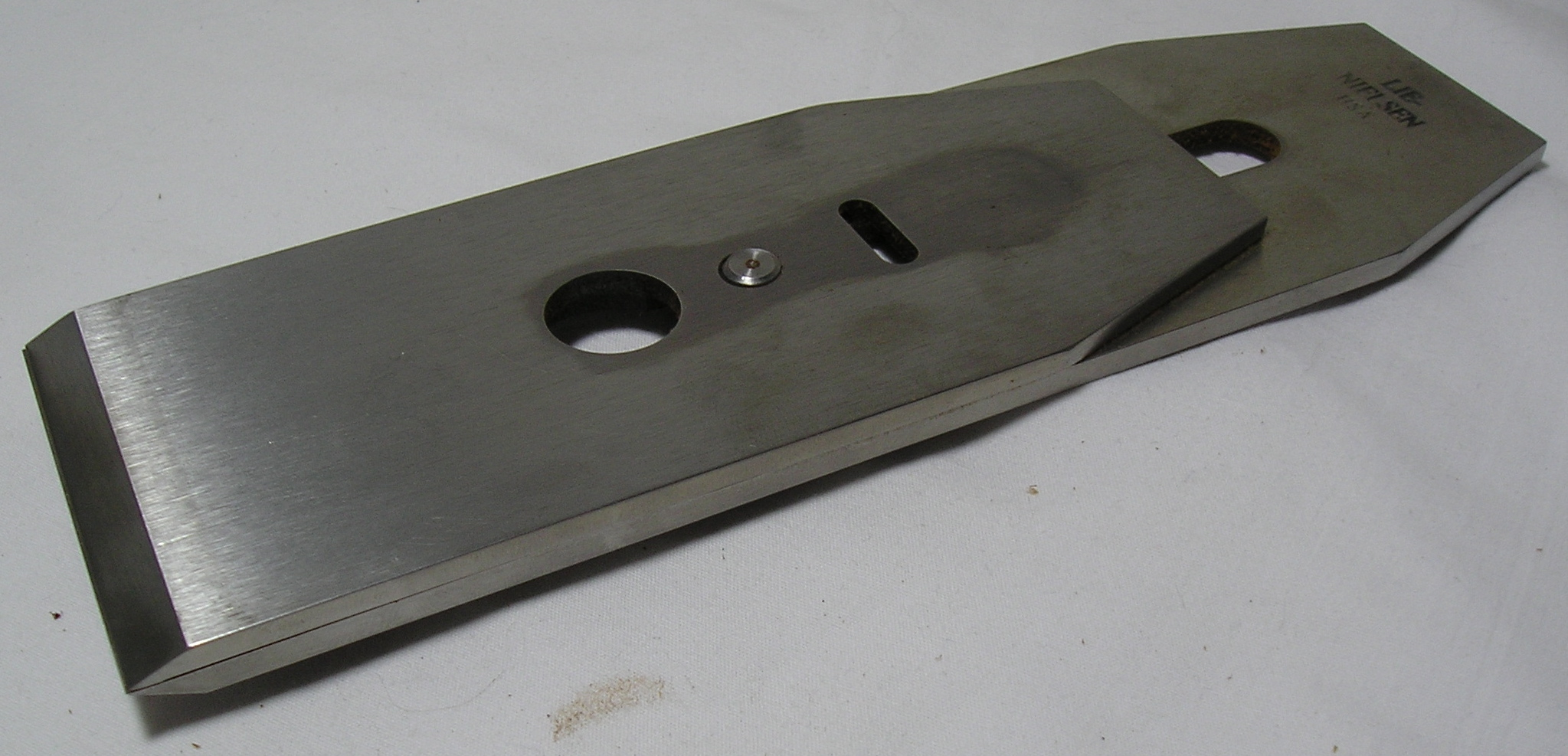
Un rompevirutas fresado moderno asegurado encima de un banco de garlopa

Los componentes estándar de una garlopa de mano incluyen:
- A: boca; una abertura en la suela de la garlopa a través de la cual se extiende la hoja, y a través de la cual se elevan las virutas de madera.
- B: hierro; una hoja de acero que corta la madera.
- C: tapa palanca; asegura la tapa de hierro y plancha firmemente a la rana.
- D: perilla de ajuste de profundidad; controla la profundidad de corte de la plancha.
- E: perilla; permite que una segunda mano guíe el avión.
- F: tapa de hierro o rompevirutas; refuerza el hierro y riza y rompe las virutas de madera a su paso por la boca.
- G: palanca de ajuste lateral; sesga el hierro para que la profundidad de corte sea uniforme en toda la boca.
- H: mango; el mango principal para sujetar la garlopa.
- I: palanca de leva; que gira una sección deslizante del extremo delantero de la suela para ajustar el espacio en la boca de la garlopa. Se ancla al poste roscado de la perilla y se asegura apretando la perilla.
- J: rana ; una cuña de hierro ajustable que sujeta el hierro plano en el ángulo adecuado y permite variar su profundidad en relación con la suela. La rana se atornilla al interior de la suela a través de dos ranuras paralelas y en muchos planos solo se puede ajustar con un destornillador cuando se retira la plancha plana. Algunos planos, como la línea de garlopas y bancos Bedrock de Stanley fabricados por Lie-Nielsen y WoodRiver/Woodcraft tienen un mecanismo de tornillo que permite ajustar la ranilla sin quitar la hoja.
- suela; la cara inferior del plano.

## Variantes

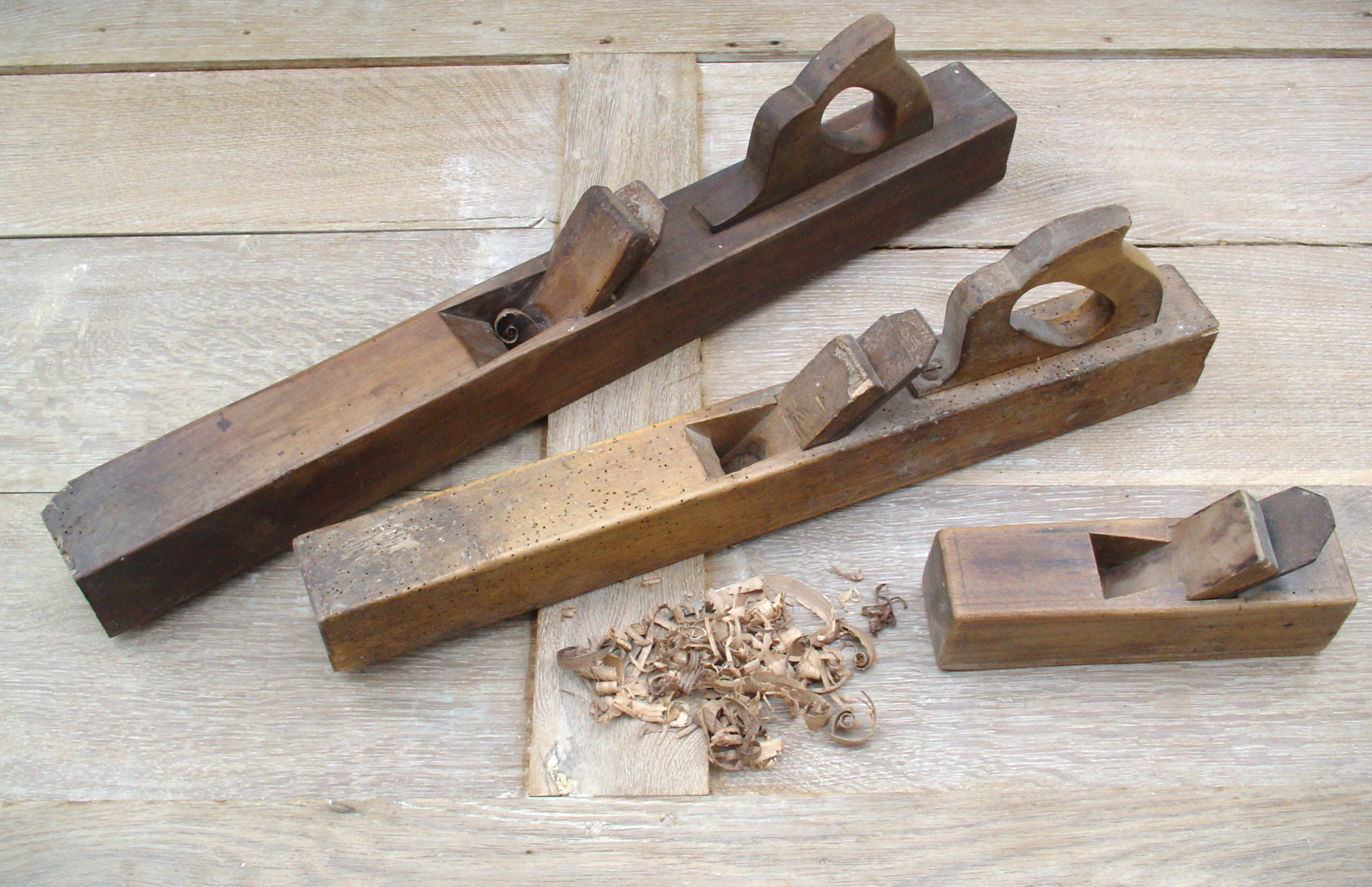
Distintas variantes de garlopa.

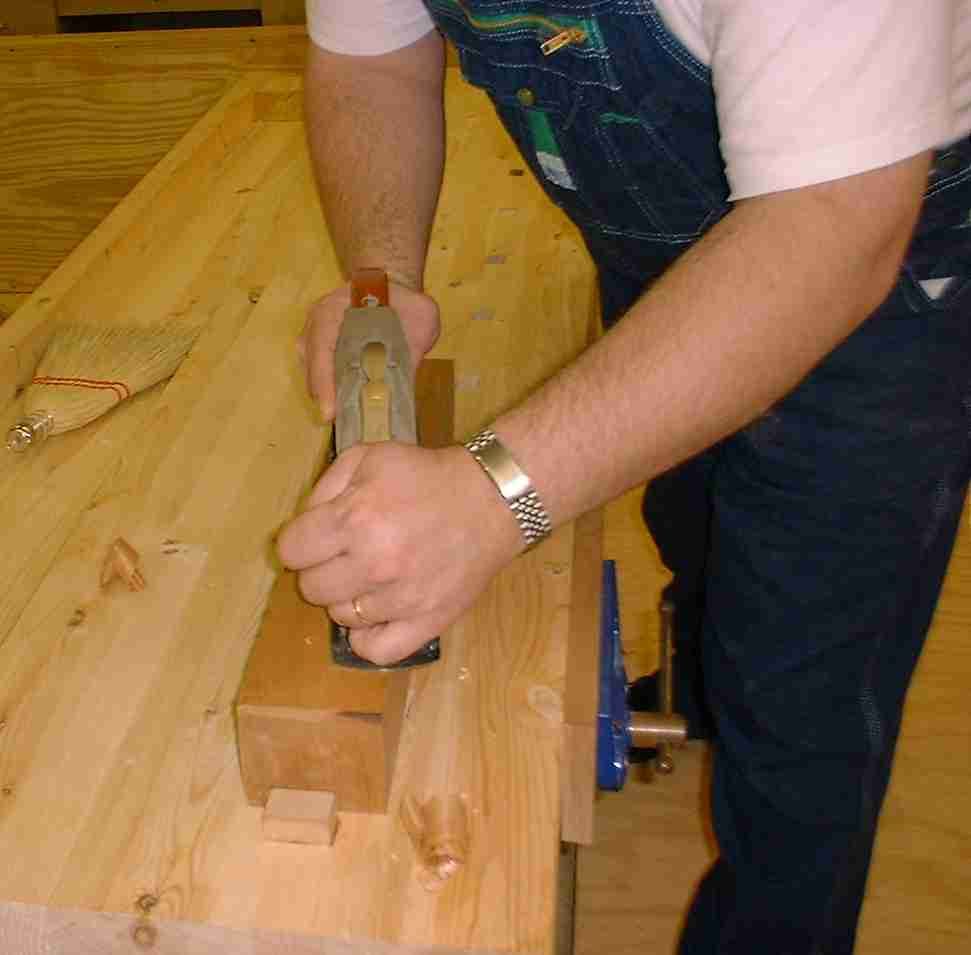
Carpintero utilizando un cepillo.

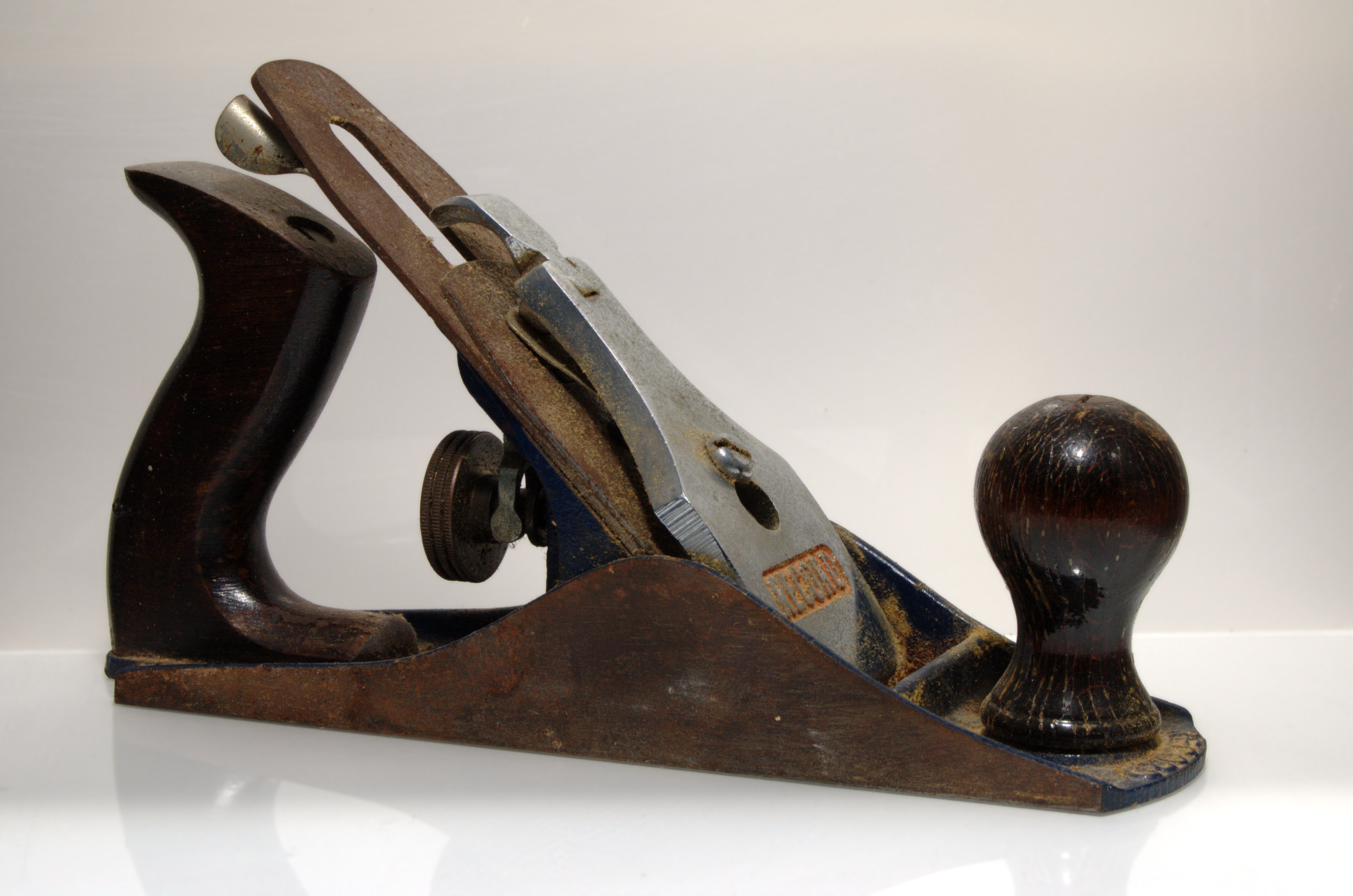
Garlopín con lumbrera y cuña de hierro.

La mayoría de las garlopas se encuentran dentro de las categorías (por tamaño) de cepillo de contrafibra, cepillo de alisado y cepillo de unión. Los cepillos especiales incluyen el cepillo de hombro, cepillo de caminador, cepillo de punta redondeada y cepillo de cincel, entre otros.
Los cepilladores manuales accionados eléctricamente (referidos libremente como capillos eléctricos) se han unido a la familia de los cepillos manuales.
Los "cepillos de banco" se caracterizan por tener su bisel de corte hacia abajo y acoplado a un rompevirutas. La mayoría de los cepillos de banco de metal, y algunos de madera más grandes, están diseñados con un asa trasera conocida como bolsa. Los "cepillos de contrafibra" se caracterizan por la ausencia de un rompevirutas y el hierro de corte asentado con el bisel hacia arriba. El cepillo de encuadre ("Shooting Plane") tiene la cuchilla de corte montada lateralmente y se puede sujetar con una sola mano, esta diseñado para usarse en conjunción el tablero de encuadre y sobresale en el trabajo contra la fibra. El cepillo de bloque es pequeño, se puede sujetar con una sola mano y es bueno bueno para trabajos de uso general, como deshacer un nudo en la madera, alisar piezas pequeñas y chaflanar bordes.

### Designación Numérica Bailey
Los diferentes tipos de cepillos de banco están diseñados para realizar diferentes tareas, con el nombre y el tamaño del cepillo definidos por el uso. Los cepillos de banco de hierro diseñados por el inventor Leonard Bailey y fabricados comercialmente por la compañía Stanley se designaron por número respecto su longitud. Esta designación numérica conocida como numeración Bailey o Stanley fue adoptada de forma genérica, independientemente del fabricante.
- Un cepillo N.º 1 mide cinco pulgadas 3/4 de largo con una cuchilla de corte de una pulgada y 1/4 de ancho, aunque ya no se fabrica comercialmente.
- Los cepillos N.º 2 y N.º 3 miden 6 y 7 pulgadas de largo respectivamente, ambos con una cuchilla de corte de 1 pulgada y 5/8 de ancho.
- El N.º 4 es el cepillo de alisado por excelencia,  mide nueve pulgadas de largo con una cuchilla de corte de 2 pulgadas de ancho.
- El cepillo N.º 5 mide catorce pulgadas de largo con cuchilla de corte de dos pulgadas de ancho. Se le conoce como cepillo universal, ("Jack Plane") porque puede funcional como alisador, cepillo de devaste (modificando radios de cuchilla y apertura de boca) o como un pequeño garlopín para uniones.
- El cepillo n.º 6 mide dieciocho pulgadas de largo y puede usarse como cepillo de devaste o la primera garlopa de uniones.
- Las garlopas de unión N.º 7 y N.º 8 miden veintidós y veinticuatro pulgadas respectivamente. Todas las garlopas (N.º 6 al N.º 8) utilizan una cuchilla de dos pulgadas y 3/8 de ancho.

Existen variantes en la designación. Un "½", por ejemplo un cepillo N.º 4½ indica un cepillo de longitud N.º 4 pero ligeramente más ancho. Una designación 5½ indica la longitud de un N.º 5 pero un poco más ancha (aproximadamente el ancho de un N.º 6 ), mientras que una designación 1/4, por ejemplo un 5-1/4 indica la longitud de un N.º 5 pero un poco más estrecho (el  ancho de un N.º 3). Las versiones "Bedrock" de los cepillos indican una mayor calidad en los materiales y manufactura. Se pueden identificar por el número 600 agregado al número base. Stanley fabricó cepillos "Bedrock" del 602 al 608, incluidos los ejemplos fraccionarios. Aunque nunca se produjo ningún "601", dicho cepillo está disponible en distribuidores especializados. 
Hay diferentes tipos de clasificación:

### Orden de uso

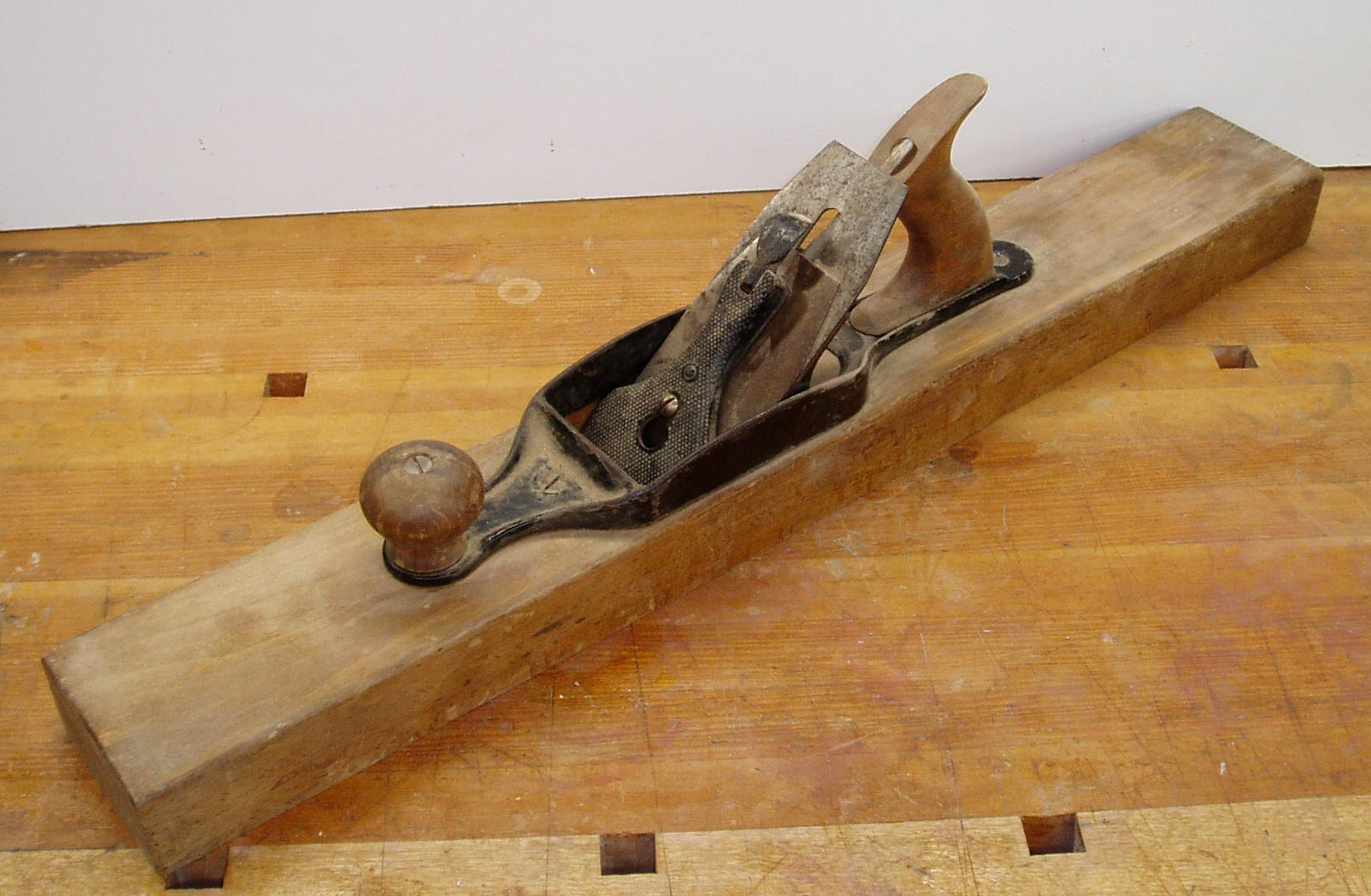
Garlopa de unión de transición Stanley N.º 32 (26 pulgadas de largo)

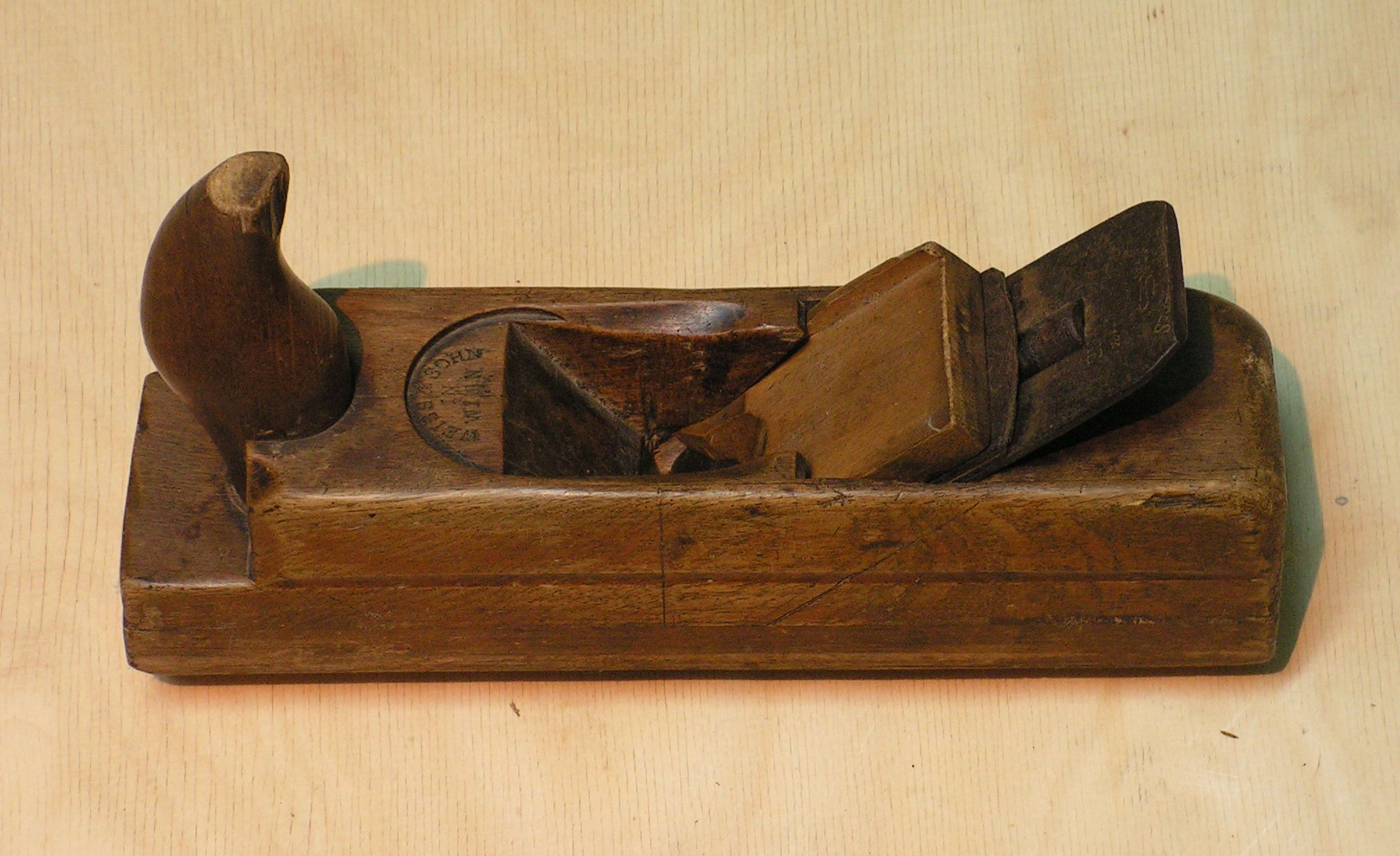
Una garlopa de suavizado

Una garlopa japonesa en uso

Un orden típico de uso para aplanar, alinear y alisar una tabla aserrada en bruto podría ser:
- Un cepillo de fregado, que elimina rápidamente grandes cantidades de madera, suele estar alrededor 230 mm de largo, pero más angosto que una garlopa de alisado, tiene una plancha con un borde de corte convexo y tiene una abertura de boca más ancha para acomodar la expulsión de virutas/virutas más gruesas.
- Un devastador es hasta 360 mm de largo, continúa el trabajo de desbaste, pero con más precisión y capacidad de aplanado que el fregado.
- Una garlopa de unión (incluida la garlopa de devaste más pequeña de 360 a 510 mm[6] ) mide entre 560 y 760 mm[6] de largo, y se utiliza para unir y aplanar las tablas.
- Una garlopa de alisado, hasta 250 mm de largo, se utiliza para comenzar a preparar la superficie para el acabado.
- Una garlopa de pulido (kanna) es un cepillo japonés tradicional diseñado para tomar un afeitado más pequeño que una garlopa de alisado occidental para crear una superficie extremadamente suave. Los cepillos de pulido tienen la misma longitud que los cepillos de alisado occidentales y, a diferencia de éste, que se empujan sobre una tabla, se tira con ambas manos contra el artesano.

### Materiales
Las garlopas también pueden clasificarse por el material del que están construidos:
- Un cepillo de madera es completamente de madera excepto por la hoja. El hierro se sujeta al plano con una cuña de madera y se ajusta golpeando el plano con un martillo.
- Una garlopa de transición tiene un cuerpo de madera con una fundición de metal para sujetar y ajustar la cuchilla.
- Una garlopa de metal está construido en gran parte de metal, excepto, quizás, por las manijas.
- Una garlopa de relleno tiene un cuerpo de metal relleno de madera muy densa y dura sobre el que descansa la hoja y se forman los mangos. Suelen ser de fabricación inglesa o escocesa. Son apreciados por su capacidad para alisar maderas de grano difícil cuando se asientan muy finamente.
- Una garlopa de escape lateral tiene un cuerpo de madera alto y angosto con un hierro sostenido por una cuña. Se caracterizan por el método de expulsión del afeitado. En lugar de ser expulsados por el centro de la garlopa y salir por la parte superior, estas garlopas tienen una hendidura en el lateral por la que se expulsa la viruta. En algunas variaciones, la hendidura va acompañada de un corte biselado circular en el lateral de la garlopa.

### Otros tipos

#### Semigarlopa
La semigarlopa es más pequeña, de lumbrera más inclinada, raja más ancha y hierro de chaflán redondo. Arranca virutas más gruesas que la garlopa y sirve para enalbar, es decir, para desbastar o descubrir la superficie de la madera.

#### Garlopa de inglete
La garlopa de inglete es más pequeña y sirve para las obras de esta dimensión. Hay garlopas de inglete de varios tamaños y con hierros de diferente inclinación. Las hay de dos hierros que no hacen doladuras y las hay también con plantilla de hierro, lumbrera muy inclinada para maderas duras o cuyas fibras han de ser cortadas transversalmente.

#### Acanalador
Un acanalador (también llamado canalador y guillame de ensamblar) es una especie de cepillo que usan los carpinteros para abrir en los cercos y peinazos de puertas y ventanas los canales en que los que entran y quedan asegurados los tableros.

#### Cepillo de contrafibra
El cepillo de contrafibra es un pequeño guillame de carpintería que está diseñado para cortar a contrapelo y es lo suficientemente diminuto para ser utilizado con una sola mano.

#### Garlopín
Un garlopín (también llamado galopín) es un cepillo más pequeño que la garlopa. Es de unos 20 cm y con una sola cuchilla. Se utiliza para desbastar.

## Usos

Cepillado con el grano y contra el grano

Cepillar madera a lo largo de su lado de grano debe dar como resultado que se eleven finas virutas por encima de la superficie de la madera a medida que el borde de la garlopa de hierro se empuja hacia adelante, dejando una superficie lisa, pero a veces se astilla. Esto es en gran parte una cuestión de cortar "a favor de la veta" o "contra la veta", respectivamente, refiriéndose a la veta lateral de la pieza de madera que se está trabajando.
La dirección de la veta se puede determinar mirando el borde o el lado de la pieza de trabajo. Se pueden ver fibras de madera corriendo hacia la superficie que se está cepillando. Cuando las fibras se encuentran con la superficie de trabajo, se ve como la punta de una flecha que indica la dirección. Con algunas maderas muy figuradas y difíciles, la veta corre en muchas direcciones y, por lo tanto, es inevitable trabajar contra la veta. En este caso, se requiere una hoja muy afilada y finamente ajustada.
Al cepillar "a contrapelo", las fibras de madera son levantadas por el hierro cepillado, lo que da como resultado un acabado dentado, llamado "arranque".
El cepillado a través del grano a veces se denomina cepillado "transversal".
El cepillado de la fibra frontal del tablero implica diferentes técnicas y, con frecuencia, diferentes garlopas diseñadas para trabajar la fibra frontal. Las garlopas de bloque y otras de biselado suelen ser efectivas para cepillar la naturaleza difícil del grano final. Estas garlopas generalmente están diseñadas para usar una cama de hierro en un "ángulo bajo", generalmente alrededor de 12 grados.